# Zentrales Verteidigungskommando
Das Zentrale Verteidigungskommando (jap. 防衛総司令部, Bōei Sōshireibu) war ein Führungsorgan des Kaiserlich Japanischen Heeres mit der Struktur einer Hauptarmee, vergleichbar mit dem einer Heeresgruppe, das während des Pazifikkriegs das Kommando über alle Einheiten des Heeres und der Heeresluftstreitkräfte im Gebiet Japans und seiner Kolonien Chōsen und Taiwan innehatte.

## Geschichte
Das Zentrale Verteidigungskommando wurde am 5. Juli 1941, noch vor Beginn des Pazifikkriegs im Dezember, eingerichtet und unterstand formal direkt dem Tennō. In dessen Vertretung hatte das Kaiserliche Hauptquartier die Befehlsgewalt über das Verteidigungskommando. Diesem unterstanden die Garnisonstruppen der sechs Armeedistrikte Japans, deren Sollstärke ungefähr der eines Armeekorps entsprach. Diese Einteilung diente neben der besseren Verwaltung auch der besseren Rekrutierung. Im Einzelnen kommandierte das Verteidigungskommando folgende Armeen:
- Regionalarmee Ostdistrikt mit dem Hauptquartier Tokio, zuständig für Kantō und das nördliche Honshū.
- Regionalarmee Westdistrikt mit dem Hauptquartier Fukuoka, zuständig für das südwestliche Honshū, Shikoku und die Ryūkyū-Inseln.
- Regionalarmee Norddistrikt mit dem Hauptquartier in Sapporo, zuständig für Hokkaidō und Karafuto.
- Regionalarmee Zentraldistrikt mit dem Hauptquartier Osaka, zuständig für das zentrale Honshū.
- Chōsen-Armee mit dem Hauptquartier Keijō, zuständig für Chōsen.
- Taiwan-Armee mit dem Hauptquartier Taihoku, zuständig für Taiwan.

Das Zentrale Verteidigungskommando war darüber hinaus in seinem Kommandobereich für die Flugabwehr und Ausbildung der Zivilverteidigung zuständig.
In Befürchtung einer alliierten Invasion Japans wurde das Zentrale Verteidigungskommando am 8. April 1945 aufgelöst. Seine Aufgaben wurden von der neu gegründeten 1. und 2. Hauptarmee übernommen, deren Kommandobereich jedoch nur noch die japanischen Hauptinseln umfasste.

## Führung

### Oberbefehlshaber
| Nr. | Dienstgrad und Name                | Bild | Amtszeit            | Amtszeit          |
| Nr. | Dienstgrad und Name                | Bild | Beginn der Amtszeit | Ende der Amtszeit |
| --- | ---------------------------------- | ---- | ------------------- | ----------------- |
| 1.  | General Yamada Otozō               |      | 7. Juli 1941        | 9. Dezember 1941  |
| 2.  | General Prinz Higashikuni Naruhiko |      | 9. Dezember 1941    | 15. April 1945    |

### Chef des Stabes
| Nr. | Dienstgrad und Name                 | Bild | Amtszeit            | Amtszeit          |
| Nr. | Dienstgrad und Name                 | Bild | Beginn der Amtszeit | Ende der Amtszeit |
| --- | ----------------------------------- | ---- | ------------------- | ----------------- |
| 1.  | Generalleutnant Kawabe Torashirō    |      | 31. Juli 1941       | 1. Dezember 1941  |
| 2.  | Generalleutnant Kobayashi Asasaburō |      | 1. Dezember 1941    | 10. Juni 1943     |
| 3.  | Generalleutnant Sano Tadayoshi      |      | 10. Juni 1943       | 28. März 1944     |
| 4.  | Generalleutnant Kobayashi Asasaburō |      | 28. März 1944       | 1. Februar 1945   |
| 5.  | Generalleutnant Sudō Einosuke       |      | 1. Februar 1945     | 6. April 1945     |